# Mariano Albo
Mariano de Albo (Madrid, 26 de julio de 1786-?, s.m.siglo XIX) fue un arquitecto español, militar e ingeniero de la Real Academia de Bellas Artes de San Fernando.

## Biografía
En 1799 ingresó en la "Academia Militar de Zamora para el estudio de las Matemáticas y Arte de la Guerra", siendo cadete del Regimiento de Infantería de Sevilla. En diciembre de 1803 ingresó en la Academia de Ingenieros de Alcalá de Henares, de la que saldría con el nombramiento de Subteniente de Ingenieros en septiembre de 1808.
Es conocido en los estudios de arqueología romana por haber desarrollado croquis de Augusta Emerita siendo  Gobernador militar.
Tras el regreso de su exilio forzado por las opiniones liberales, Albo hizo contribuciones a la arquitectura de Madrid gracias a los comentarios que publicó. Albo fue muy crítico con las obras de ensanche que se planificaban en algunas zonas de Madrid, siendo uno de los primeros en ofrecer una alternativa a las operaciones de ensanche de la Puerta del Sol en la ciudad madrileña. Su propuesta de realizar una plaza en la Puerta del Sol con forma rectangular fue rechazada por el Ayuntamiento de Madrid.

## Obras
- 1817: Relación de las ocurrencias en Alcalá de Henares con motivo de la heroica salida que de ella hicieron las compañías de Zapadores en mayo del 1808 (manuscrito).
- 1846: Sobre las principales causas que dependiendo esencialmente de la Policía Urbana, y del arte de edificar: han influido en el mal estado de riqueza, población y aspecto público en que se encuentra la capital de España, con respecto a las demás de Europa, Madrid.
- 1854: Proyecto de ensanche de la Puerta del Sol, por D. Mariano Albo, Coronel del Ejército retirado, antiguo Ingeniero Militar y Arquitecto de la Real Academia de San Fernando. Madrid: Imprenta de Tejado.
- 1857: De las Observaciones sobre mejoras de Madrid. Madrid.